# Darrall Imhoff
Darrall Tucker Imhoff (San Gabriel, Kalifornia, 1938. október 11. – Bend, Oregon, 2017. június 30.) olimpiai bajnok amerikai kosárlabdázó.

## Pályafutása
A University of California-n végzett Berkeleyben. Tagja volt az 1960-as római olimpián aranyérmes amerikai válogatottnak. 1960 és 1972 között az NBA-ben szerepelt. A New York Knicks (1960–1962), a Detroit Pistons (1962–1964), a Los Angeles Lakers (1964–1968), a Philadelphia 76ers (1968–1970), a Cincinnati Royals (1970–1971) és a Portland Trail Blazers (1971–1972) játékosa volt.

## Sikerei, díjai
- Olimpiai játékok
  - aranyérmes: 1960, Róma